# Municipio de Cleveland (condado de Fulton)
El municipio de Cleveland (en inglés: Cleveland Township) es un municipio ubicado en el condado de Fulton en el estado estadounidense de Arkansas. En el año 2010 tenía una población de 514 habitantes y una densidad poblacional de 3,63 personas por km².

## Geografía
El municipio de Cleveland se encuentra ubicado en las coordenadas 36°18′5″N 92°0′53″O / 36.30139, -92.01472. Según la Oficina del Censo de los Estados Unidos, el municipio tiene una superficie total de 141.61 km², de la cual 141,02 km² corresponden a tierra firme y (0,42 %) 0,59 km² es agua.

## Demografía
Según el censo de 2010, había 514 personas residiendo en el municipio de Cleveland. La densidad de población era de 3,63 hab./km². De los 514 habitantes, el municipio de Cleveland estaba compuesto por el 95,72 % blancos, el 0,97 % eran amerindios, el 0,39 % eran asiáticos, el 0,78 % eran de otras razas y el 2,14 % eran de una mezcla de razas. Del total de la población el 1,36 % eran hispanos o latinos de cualquier raza.